# کریستال بیچ (آریزونا)
کریستال بیچ (به انگلیسی: Crystal Beach) یک منطقهٔ مسکونی در ایالات متحده آمریکا است که در آریزونا واقع شده‌است. کریستال بیچ ۰٫۸۸ کیلومتر مربع مساحت و ۱۱٬۲۶۵ نفر جمعیت دارد و ۱۵۸ متر بالاتر از سطح دریا واقع شده‌است.